# Husaren in Berlin
Husaren in Berlin ist eine deutsche Historienkomödie der DEFA von Erwin Stranka aus dem Jahr 1971. Der auf den wahren Begebenheiten um den Berliner Husarenstreich beruhende Film wurde am 26. Juni 1971 auf der Freilichtbühne Grünau in Berlin uraufgeführt und lief am 16. Juli 1971 in den Kinos der DDR an.

## Handlung
Im Jahr 1757, während des Siebenjährigen Krieges, versucht der sächsische Gastwirt Augustin seine Tochter Andrea zur Heirat mit dem Puderlieferanten Splitgerber nach Berlin zu bringen. Unterwegs werden sie von Husaren aufgegriffen, die ebenfalls auf dem Weg nach Berlin sind, um die Stadt zu besetzen. Der junge Husar Pali verliebt sich in Andrea und auch Marschall Hadik zeigt sich von der jungen Frau angetan. Die Husaren sollen zunächst auf das Einverständnis der österreichischen Kaiserin Maria Theresia zum Angriff auf Berlin warten, doch erweist sich die Situation als günstig, sodass die Husaren in einer chaotischen Situation zunächst planlos bis Potsdam vorstoßen und von dort aus in Berlin einfallen.
Da die Zahl der Husaren trotz allem recht gering ist, verteilt Hadik seine Männer strategisch in der ganzen Stadt, wobei zwar nur je zwei Mann an einem Ort postiert werden, dies jedoch den Preußen eine Übermacht vortäuschen soll. Auch Augustin ist mit Andrea in der Stadt erschienen.
Dem Magistrat von Berlin, der aus Kaufleuten, Bankiers und Militärs besteht, muss Pali die Forderung der Husaren nach einer Kontribution von 300.000 Talern überbringen. Der Magistrat plant daraufhin, bei den eigenen Bankiers einen Kredit aufzunehmen und dafür eine Sondersteuer zu erheben. Pali erkennt, dass die Geschäftsmänner aus der Besatzung Profit schlagen wollen, und senkt durch – Abreißen einer Null aus der Kontributionsforderung – die Gewinnerwartung um 90 %.
Pali macht sich daraufhin auf die Suche nach Andrea. Dabei gelingt es ihm eher versehentlich, bis zur Mutter des preußischen Königs vorzudringen und diese gefangen zu nehmen.
Augustin versucht unterdessen, Andrea von Pali loszukriegen. Er ist zur Schlosswache eingeteilt worden und verkleidet Andrea als Deserteur, woraufhin diese in die preußische Armee eingezogen wird. Pali glaubt, sie sei als Deserteur erschossen worden. Als die Husaren mit ihren Männern zum Sturm auf das königliche Schloss ansetzen, erkennt Pali Andrea auf der Gegenseite und beide fallen sich in die Arme. Ihrem Beispiel folgend verbrüdern sich nun alle Husaren und Preußen. Die Königinmutter ist unterdessen verkleidet geflohen und der Stadtschlüssel, den Hadik erhält, geht von Hand zu Hand, da die Husaren wissen, dass der Sieg nur für wenige Stunden ausgekostet werden kann. Schon kurz nach der Belagerung des Schlosses zieht Hadik seine Männer wieder ab. Der Stadtschlüssel wird an Augustin weitergereicht, der ihn an die Preußen übergibt und mit Andrea und Pali die Stadt verlässt. Er hat Pali inzwischen als Schwiegersohn akzeptiert, zumal Splitgerber sein Eheversprechen einst betrunken gab und in Wirklichkeit bereits verheiratet ist.

## Kritik
Die zeitgenössische Kritik der DDR schrieb, dass sich der Humor des Films auf den „pointen- und einfallsreichen Dialog“ beschränke, für den jedoch nicht immer „der entsprechende filmische Ausdruck gefunden wurde“; zuweilen sei der Film für das Genre zu aktionslos.
„Die kuriose [zugrundeliegende] Geschichte mündete in einen amüsanten Mantel- und Degen-Film mit dem erprobten Manfred Krug“, fasste Frank-Burkhard Habel zusammen.
Das Lexikon des internationalen Films schrieb: „Zu d[er] historischen Tatsache erfindet der Film Ereignisse um Liebe, fragwürdige Ehrbegriffe und Kriegsgewinnlertum. Misslungener Versuch einer Komödie.“